# Nymf (entomologi)

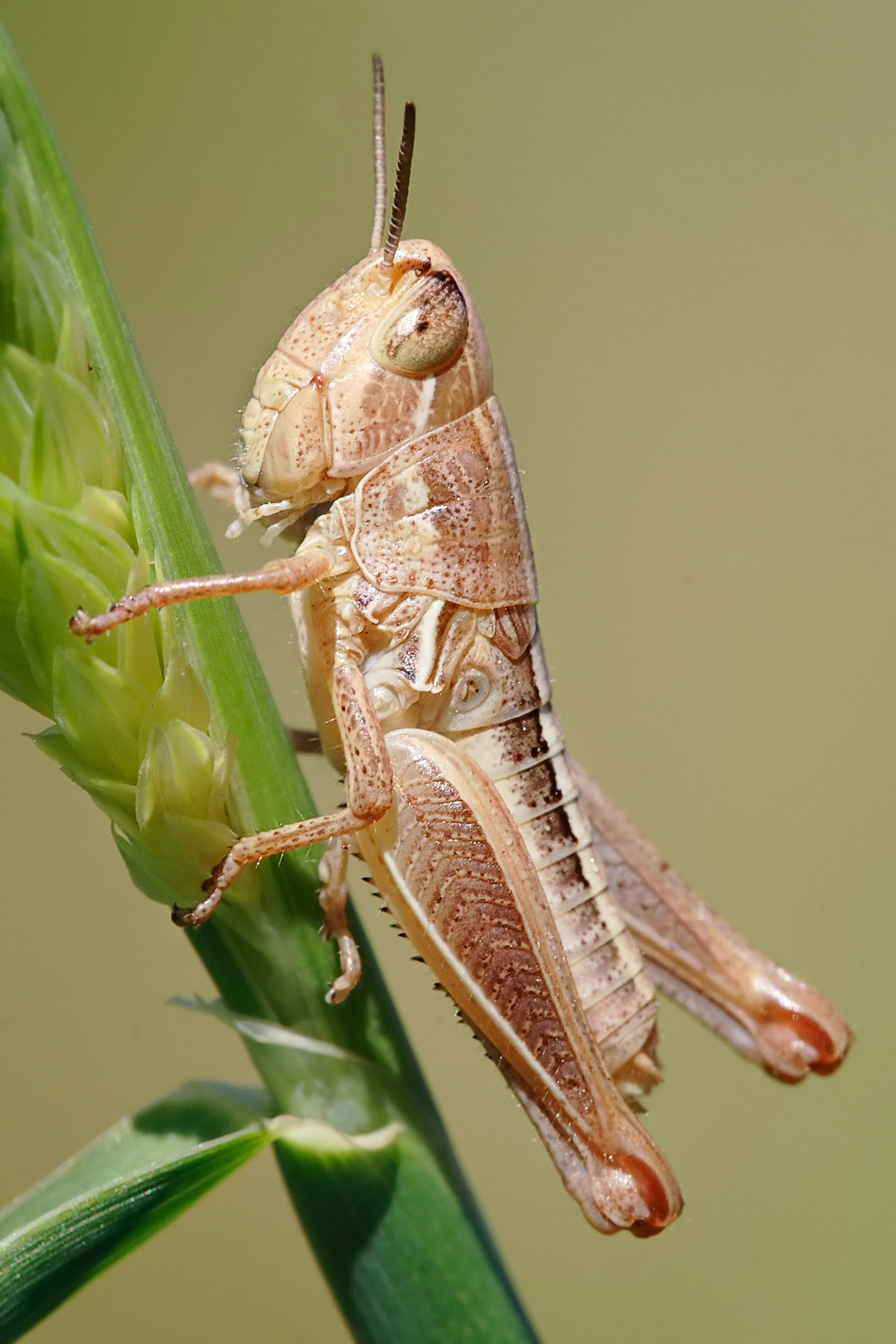
En gräshoppsnymf, huvudet är proportionellt sett påfallande stort, början till vinganlag syns.

Nymf är inom entomologin mellanstadiet i utvecklingen mellan ägg och fullt utvecklad individ (imago) hos insekter med ofullständig förvandling, som till exempel halvvingar, trollsländor och gräshoppor samt urinsekter. Hos insekter med fullständig förvandling kallas motsvarande mellanstadium larv. Ordet "nymf" används även om individ i nymfstadiet.
Nymfen liknar till utseendet vanligen imagon, men är mindre, saknar vingar och har ofta en proportionellt sett annorlunda kroppsform samt uppvisar inga könskaraktärer. I vissa fall ser nymfen dock helt annorlunda ut än imagon, exempelvis hos trollsländor där nymfen och imagon har mycket olika levnadssätt, i vatten respektive på land.
Nymfen utvecklas till imago genom flera så kallade nymfstadier mellan vilka den växer och ömsar hud (hur många nymfstadier som genomgås beror på vilken insekt det rör sig om). För varje gång nymfen ömsar hud blir dess likhet med den fullbildade insekten större. I det sista nymfstadiet kan vuxna karaktärer ofta anas, exempelvis kan det finnas små vinganlag.